# نمایه استنادی علوم اجتماعی
نمایه استنادی علوم اجتماعی (به انگلیسی: Social Sciences Citation Index) یا SSCI، یک نمایه استنادی که مربوط به رشته‌های مختلف علمی است و محصولی از بهداشت و درمان تامسون رویترز و تقسیم علم است. آن توسط موسسه اطلاعات علمی (ISI) از نمایه استنادی علوم توسعه داده شده است.
این پایگاه استنادی بیش از ۲،۴۷۴ از مجلات پیشرو در جهان از علوم اجتماعی را در بیش از ۵۰ رشته پوشش می‌دهد. و او ساخته شده است که به صورت آنلاین، از طریق وب آو ساینس در دسترس باشد. این محصول اطلاعات پایگاه داده را برای شناسایی مقالات ذکر شده اغلب و توسط چه ناشر و نویسنده فراهم می‌کند.

## انتقاد
در سال ۲۰۰۴ اقتصاددانان چون دانیل بی. کلاین و اریک چیانگ یک نظرسنجی از نمایه استنادی علوم اجتماعی انجام دادند و شناسایی کردند تعصب در برابر تحقیقات جهت دار بازار آزاد را.

علاوه بر این تعصب ایدئولوژیک، کلاین و چیانگ نیز استدلال می‌کنند که نمایه استنادی علوم اجتماعی نشانی از یک کار ضعیف منعکس کننده ارتباط و صحت مقالات تشویق شناخته شده است.

## جستارها
وب آو ساینس
پایگاه‌های اطلاعاتی